# Verruyes
Verruyes est une commune du Centre-Ouest de la France située dans le département des Deux-Sèvres en région Nouvelle-Aquitaine.

## Géographie
Située au centre des Deux-Sèvres à environ 20 km de Parthenay, 30 km de Niort et 70 km du Futuroscope à proximité du marais poitevin.

### Localisation et communes limitrophes
| Mazières-en-Gâtine |          | Vouhé                   |
| Mazières-en-Gâtine | Verruyes | Saint-Lin               |
| La Chapelle-Bâton  | Augé     | Saint-Georges-de-Noisné |

### Climat
Pour des articles plus généraux, voir Climat de la Nouvelle-Aquitaine et Climat des Deux-Sèvres.
Historiquement, la commune est exposée à un climat océanique du nord-ouest.  
En 2020, Météo-France publie une typologie des climats de la France métropolitaine dans laquelle la commune est exposée à un climat océanique et est dans la région climatique Poitou-Charentes, caractérisée par un bon ensoleillement, particulièrement en été et des vents modérés.
Pour la période 1971-2000, la température annuelle moyenne est de 11,4 °C, avec une amplitude thermique annuelle de 14,8 °C. Le cumul annuel moyen de précipitations est de 988 mm, avec 12,8 jours de précipitations en janvier et 7,3 jours en juillet. Pour la période 1991-2020, la température moyenne annuelle observée sur la station météorologique la plus proche, située sur la commune de Saint-Maixent-l'École à 13 km à vol d'oiseau, est de 13,4 °C et le cumul annuel moyen de précipitations est de 940,4 mm,. Pour l'avenir, les paramètres climatiques de la commune estimés pour 2050 selon différents scénarios d’émission de gaz à effet de serre sont consultables sur un site dédié publié par Météo-France en novembre 2022.

## Urbanisme

### Typologie
Au 1er janvier 2024, Verruyes est catégorisée commune rurale à habitat très dispersé, selon la nouvelle grille communale de densité à sept niveaux définie par l'Insee en 2022.
Elle est située hors unité urbaine et hors attraction des villes,.

### Occupation des sols
L'occupation des sols de la commune, telle qu'elle ressort de la base de données européenne d’occupation biophysique des sols Corine Land Cover (CLC), est marquée par l'importance des territoires agricoles (96 % en 2018), une proportion identique à celle de 1990 (96 %). La répartition détaillée en 2018 est la suivante : 
prairies (43,1 %), terres arables (34,6 %), zones agricoles hétérogènes (18,3 %), forêts (2,1 %), zones urbanisées (1,5 %), zones industrielles ou commerciales et réseaux de communication (0,4 %). L'évolution de l’occupation des sols de la commune et de ses infrastructures peut être observée sur les différentes représentations cartographiques du territoire : la carte de Cassini (XVIIIe siècle), la carte d'état-major (1820-1866) et les cartes ou photos aériennes de l'IGN pour la période actuelle (1950 à aujourd'hui).

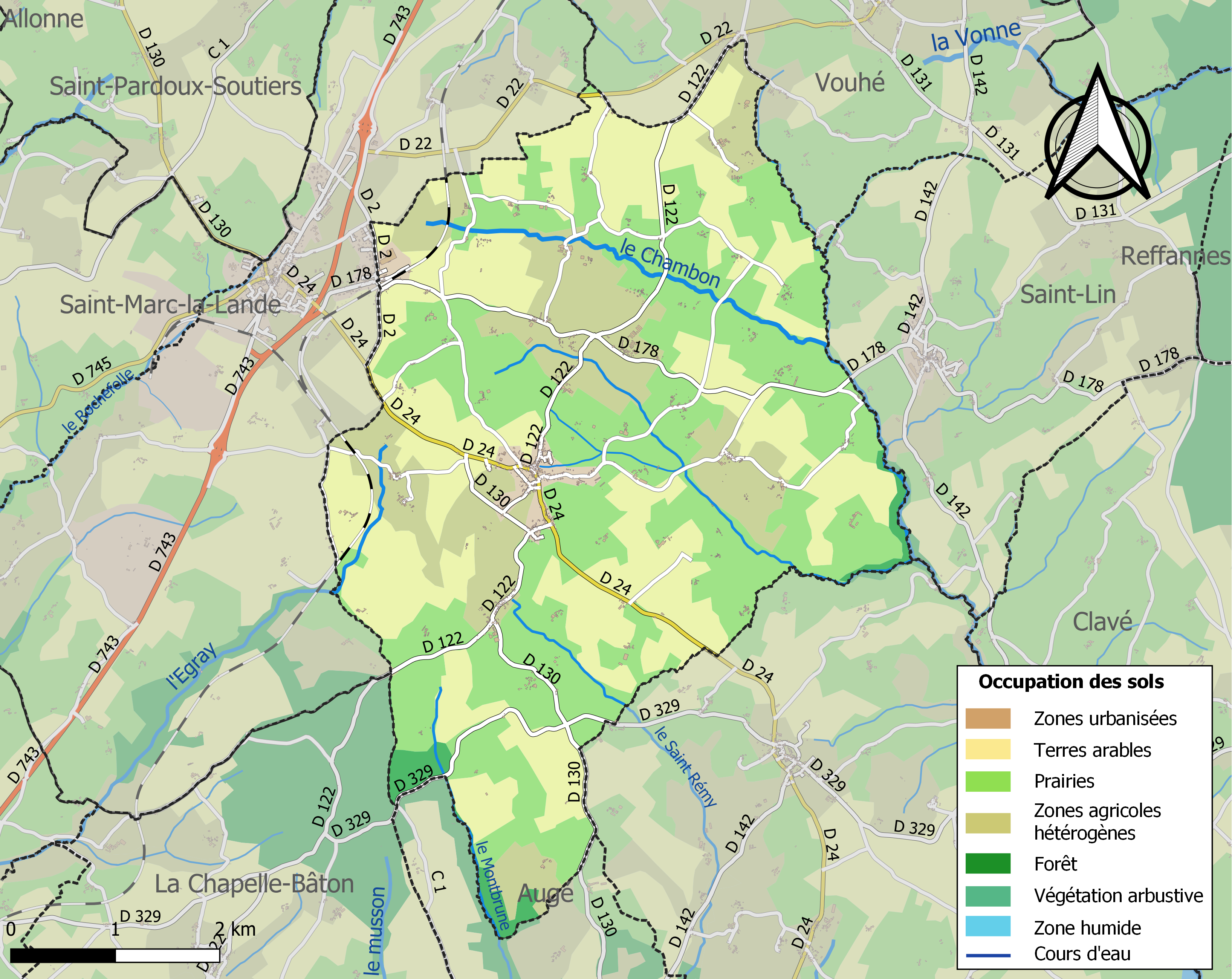
Carte des infrastructures et de l'occupation des sols de la commune en 2018 (CLC).

### Risques majeurs
Le territoire de la commune de Verruyes est vulnérable à différents aléas naturels : météorologiques (tempête, orage, neige, grand froid, canicule ou sécheresse), inondations, mouvements de terrains et séisme (sismicité modérée). Il est également exposé à un risque technologique, le transport de matières dangereuses, et à un risque particulier : le risque de radon. Un site publié par le BRGM permet d'évaluer simplement et rapidement les risques d'un bien localisé soit par son adresse soit par le numéro de sa parcelle.

#### Risques naturels
Certaines parties du territoire communal sont susceptibles d’être affectées par le risque d’inondation par débordement de cours d'eau, notamment le Chambon et l'Égray. La commune a été reconnue en état de catastrophe naturelle au titre des dommages causés par les inondations et coulées de boue survenues en 1982, 1983, 1995, 1999 et 2010,.

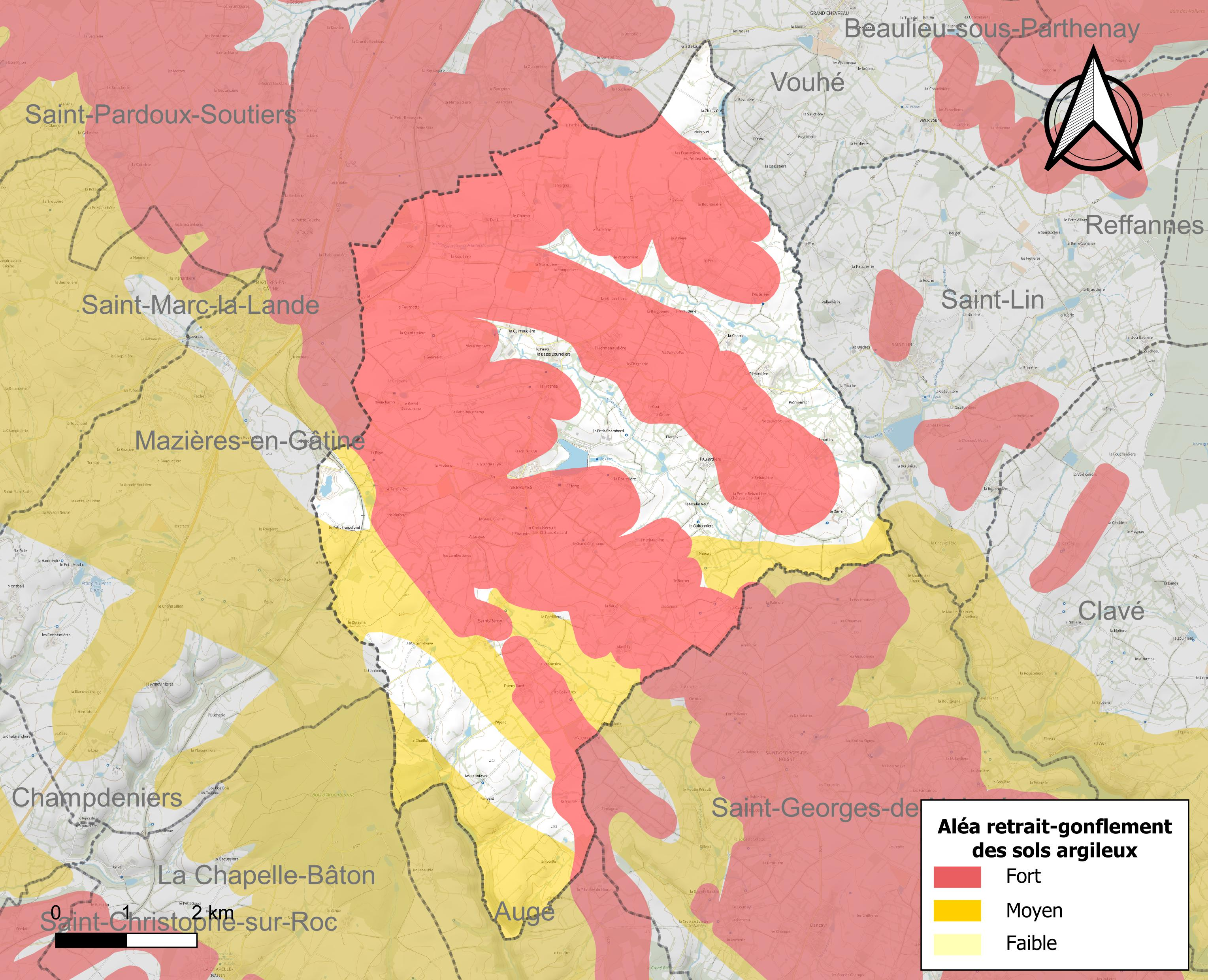
Carte des zones d'aléa retrait-gonflement des sols argileux de Verruyes.

Les mouvements de terrains susceptibles de se produire sur la commune sont des mouvements de terrains, notamment des tassements différentiels. Le retrait-gonflement des sols argileux est susceptible d'engendrer des dommages importants aux bâtiments en cas d’alternance de périodes de sécheresse et de pluie. 77,3 % de la superficie communale est en aléa moyen ou fort (54,9 % au niveau départemental et 48,5 % au niveau national). Depuis le 1er octobre 2020, en application de la loi ELAN, différentes contraintes s'imposent aux vendeurs, maîtres d'ouvrages ou constructeurs de biens situés dans une zone classée en aléa moyen ou fort,.
La commune a été reconnue en état de catastrophe naturelle au titre des dommages causés par la sécheresse en 1989, 1991, 2005, 2011 et 2017 et par des mouvements de terrain en 1999 et 2010.

#### Risque particulier
Dans plusieurs parties du territoire national, le radon, accumulé dans certains logements ou autres locaux, peut constituer une source significative d’exposition de la population aux rayonnements ionisants. Selon la classification de 2018, la commune de Verruyes est classée en zone 3, à savoir zone à potentiel radon significatif.

## Histoire

### Les Hospitaliers
La commanderie de Saint-Rémy existait déjà en 1208. Le commandeur jouissait du droit de haute, moyenne et basse justice. Le logis, la chapelle et l’ensemble des bâtiments étaient entourés de douves avec un pont-levis. La commanderie est démolie en 1912 pour servir de carrière de pierres pour la construction d'une grande maison à Surgère. Un commandeur François Marie des Bancs de Mareuil fut reçu dans l’Ordre le 8 juillet 1639, devient receveur du grand prieuré d’Aquitaine en mai 1710 puis nommé, en 1716, grand trésorier de France avec le titre de bailli. Il décède à la fin du mois d’août 1720.

## Administration
| Période         | Période      | Identité        | Étiquette | Qualité                                                                            |
| --------------- | ------------ | --------------- | --------- | ---------------------------------------------------------------------------------- |
| (maire en 1981) |              | Georges Bobin   | UDF-CDS   | Conseiller général du Canton de Mazières-en-Gâtine (1964-1988) Conseiller régional |
| mars 2008       | juillet 2020 | Nadine Mineau   |           |                                                                                    |
| octobre 2020    | En cours     | Patrick Caillet |           |                                                                                    |

## Démographie
À partir du XXIe siècle, les recensements réels des communes de moins de 10 000 habitants ont lieu tous les cinq ans. Pour Verruyes, cela correspond à 2006, 2011, 2016, etc. Les autres dates de « recensements » (2009, etc.) sont des estimations légales.
| 1793  | 1800  | 1806  | 1821  | 1831  | 1836  | 1841  | 1846  | 1851  |
| ----- | ----- | ----- | ----- | ----- | ----- | ----- | ----- | ----- |
| 1 253 | 1 349 | 1 320 | 1 445 | 1 555 | 1 540 | 1 553 | 1 560 | 1 600 |

| 1856  | 1861  | 1866  | 1872  | 1876  | 1881  | 1886  | 1891  | 1896  |
| ----- | ----- | ----- | ----- | ----- | ----- | ----- | ----- | ----- |
| 1 595 | 1 595 | 1 594 | 1 564 | 1 639 | 1 838 | 1 742 | 1 756 | 1 743 |

| 1901  | 1906  | 1911  | 1921  | 1926  | 1931  | 1936  | 1946  | 1954  |
| ----- | ----- | ----- | ----- | ----- | ----- | ----- | ----- | ----- |
| 1 792 | 1 812 | 1 742 | 1 562 | 1 506 | 1 502 | 1 432 | 1 389 | 1 256 |

| 1962  | 1968  | 1975 | 1982 | 1990 | 1999 | 2006 | 2011 | 2016 |
| ----- | ----- | ---- | ---- | ---- | ---- | ---- | ---- | ---- |
| 1 241 | 1 134 | 995  | 992  | 924  | 902  | 899  | 914  | 910  |

| 2021 | 2022 | - | - | - | - | - | - | - |
| ---- | ---- | - | - | - | - | - | - | - |
| 895  | 895  | - | - | - | - | - | - | - |

## Économie
Au lieu-dit La Fragnée, une fromagerie La Bonde de Gâtine fabrique des fromages de chèvres au lait cru depuis 1966 dont la fameuse Bonde de Gâtine. Elle emploie aujourd'hui 7 personnes sur le site. La boutique de produits est située à la Laiterie de Pamplie.

## Lieux et monuments
- L'église Saint-Martin.
- La commanderie de Saint-Rémy, inscrite aux monuments historiques. Elle fut propriété de la Révolution au début du XXIe siècle des familles Alloneau de la Bruchetiere puis par succession des Ochier de la Fragnée.
- Une laiterie industrielle, construite en 1899 et abandonnée en 1924[27].
- Un plan d'eau ouvert à la pêche et à la baignade.
- trois arbres têtards remarquables. Le tilleul têtard des Ecarlatières (8,40 m de circonférence)[28], le frêne têtard de Flayes (6,40 m de circonférence)[29], et le chêne têtard de Froidefond (6,75 m de circonférence)[30]

## Personnalités liées à la commune
- Pierre François Robouam, (1753-1835), homme politique, député des Deux-Sèvres.
- Hilaire Ochier, (1879-1960), avocat puis avoué à Parthenay, devient par succession, propriétaire de la commanderie hospitalière de Saint-Rémy qu'il fait restaurer puis classer à l'Inventaire supplémentaire des monuments historiques en 1926[31]. Archéologue, il a écrit de nombreux articles sur certains  monuments du Poitou. Président à partir de 1942  de la Société historique et archéologique Les Amis des Antiquités de Parthenay. Officier des Palmes académiques.
- Christine Authier, (1950-2022), chanteuse française.